# Olivier Minne
Olivier Minne (Ixelles, 18 marzo 1967) è un conduttore televisivo francese, di padre belga e di madre francese.

## Biografia
Non era destinato a priori ad abbracciare una carriera professionale sul piccolo schermo. Una maturità classica in filosofia ottenuta a Bruxelles, in Belgio, ha frequentato un anno di diritto ed un altro di lettere classiche.
Nel 1989, senza idee fisse, è sbarcato a Parigi, con valigia alla mano e tutti i suoi risparmi in tasca.
A Parigi, Olivier Minne segue dei corsi di arte drammatica, passa i concorsi del conservatorio ma fallisce al secondo turno. Per sopravvivere, effettua una serie di piccoli lavoretti. Successivamente, decide di bussare alle porte della televisione. I suoi inizi si rivelano disastrosi. Tuttavia, il servizio di reclutamento delle comparse occasionali lo tiene per mettere in ordine gli archivi e le cassette. Dopo un passaggio effimero in redazione, il giovane ragazzo incontra Jacqueline Joubert, annunciatrice conosciuta negli anni Cinquanta, allora responsabile delle "fiction giovani". Gli propone di fare delle prove davanti ad una telecamera. Alla fine, Jacqueline Joubert lo ingaggia in qualità di presentatore di programmi.
- 1992 - 1997: Giornalista e poi presentatore del programma Matin bonheur su France 2.
- 1997: Presentatore e coproduttore di Cercle de minuit su France 2. Nello stesso anno presenta Giochi senza frontiere.
- dal 1999: Presentatore di rubriche speciali consacrate al cinema su 13ème rue.
- dal settembre 2000: Presentatore del programma Les ecrans du savoir su France 5.

Recentemente, ha prodotto Un fil à la patte interpretato dai presentatori di France 2 e messo in onda da questo stesso canale televisivo transalpino. La pièce teatrale, messa in scena da Francis Perrin, ha ottenuto un grande successo di pubblico, cosa molto rara per un'opera teatrale. Ha reiterato l'operazione con la pièce Trois jeunes filles nues di Yves Mirande, Gustave Quinson, Albert Willemetz e Raoul Moretti. È apparso nel film di Claude Lelouch Les Parisiens.

## Vita privata
Il 7 agosto 2014 ha fatto coming out come bisessuale, durante la trasmissione Les Grandes Gueules su RMC. Nel 2017 in un'intervista a BuzzFeed ha dichiarato di definirsi gay.

## Televisione
Ha, tra gli altri, presentato i seguenti programmi televisivi:
- Matin Bonheur
- Le choix gagnant
- La cible
- Fort Boyard
- Télé Piège
- Cultissime con Lio
- Eurovision Song Contest (come commentatore)
- Junior Eurovision Song Contest (2021, 2023)